# Det Særlige Kirkesyn
Det Særlige Kirkesyn blev oprettet ved Lov af 19. februar 1861 om nogle bestemmelser vedr. kirkesyn, præstegårdssyn mv. som et organ, der skulle føre tilsyne med Folkekirkens ældste og vigtigste kirkebygninger.
Synet blev oprettet, fordi man indtil da havde savnet en særlig sagkundskab ved kirkesyn, hvor der var spørgsmål om bevaring og istandsættelse af kirker af arkæologisk eller kunstnerisk betydning. Blandt andet var flere kirker blevet underkastet voldsomme og ødelæggende ombygninger. Ifølge den nye lov kunne Ministeriet for Kirke- og Undervisningsvæsenet, senere Kirkeministeriet, i sådanne tilfælde udnævne et særligt syn, bestående af 3 personer med den fornødne sagkundskab, dvs. hovedsageligt arkitekter og arkæologer.
Hvad Det Særlige Kirkesyn bestemte, kunne ikke indankes for en anden myndighed. Visse kirker af monumental betydning blev fra 1861 underkastet særligt syn hvert år, hvert andet år eller hvert tredje år. Ved cirkulære af 31. maj 1897 udsendte ministeriet instrukser for Det Særlige Kirkesyn, som alene skulle beskæftige sig med kirkerne i deres egenskab af monumenter, medens de i andre henseender var underkastet det ordinære provstesyn. Af bestemmelserne fremgår, at 25 kirker på det tidspunkt var underkastet særligt syn. 3 andre kirker, der også havde været underkastet særligt syn, overgik til ordinært provstesyn. J.J.A. Worsaae blev første formand for Synet.
Loven af 1861 afløstes senere af Lov nr. 282 af 30. juni 1922 om vedligeholdelse af kirker og kirkegårde mv., som bestemte dels, at "fortrinlig vigtige kirkebygninger" skulle henlægges under Det Særlige Kirkesyn (§41), dels at et særligt syn kunne nedsættes, hvis en kirke underkastedes en hovedistandsættelse eller en større udvidelse (§42). Udskrift af protokollat vedr. særligt kirkesyn sendtes til Kirkeministeriet, som traf afgørelse om evt. videre foranstaltninger. Samme bestemmelser fandtes i lovbekendtgørelse 455 af 23. september 1947, som uden ændringer afløstes af lov 268 af 22. maj 1986 33-38.
I 1980 var 40 kirker i Denmark underkastet særligt kirkesyn.

## Tidligere medlemmer af Det Særlige Kirkesyn
Denne liste er ufuldstændig; hjælp gerne med at udfylde den.
- 1861-18xx J.J.A. Worsaae, arkæolog (formand fra 1861)
- 1861-1896 Johan Daniel Herholdt, arkitekt
- 1885-18xx Henry Petersen, arkæolog
- 1887-1906 J.E. Gnudtzmann, arkitekt
- 1887-19xx H.B. Storck, arkitekt
- 18xx-1910 Arthur William Mollerup, historiker
- 1904-1935 Martin Borch, arkitekt
- 1905-19xx Vilhelm Ahlmann, arkitekt
- 1907-19xx Andreas Clemmensen, arkitekt
- 1910-1938 Mouritz Mackeprang, historiker
- 19xx-19xx Johannes Magdahl Nielsen, arkitekt
- 1930-1930 Hother A. Paludan, arkitekt
- 19xx-1951 Poul Nørlund, historiker (formand)
- 19xx-19xx Aage Roussell, arkitekt (formand fra 1951)
- 1962-1986 Elna Møller, arkitekt
- 1975-1993 Mogens Boertmann, arkitekt
- 1987-1992 Hans Munk Hansen, arkitekt